# Pyrofosfat

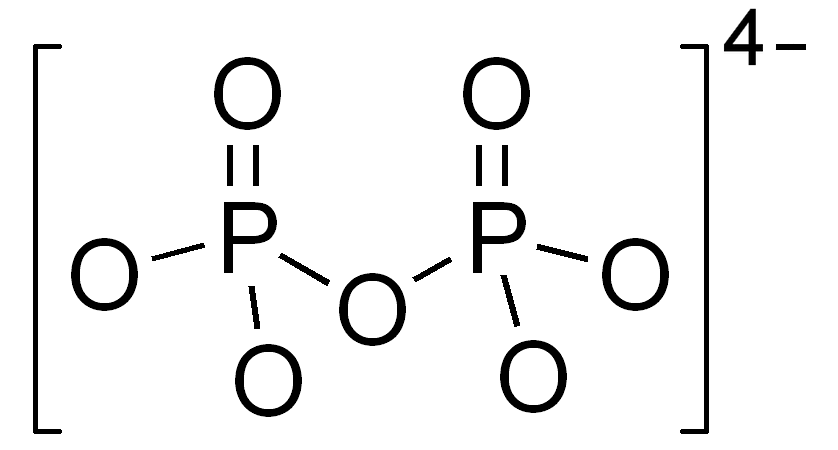
Strukturformeln för en pyrofosfatjon.

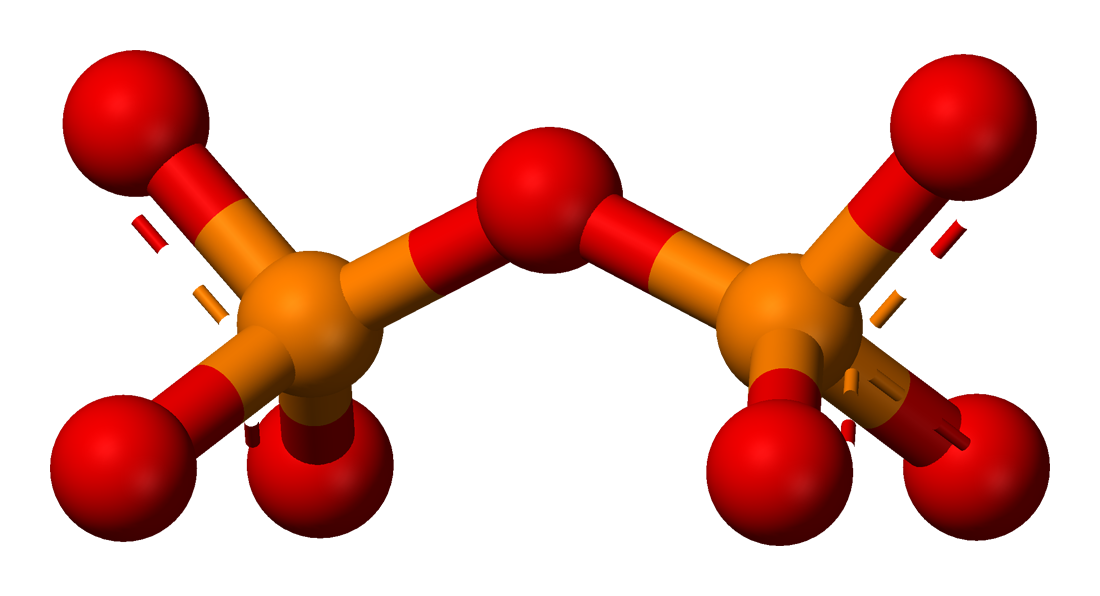
Molekylmodellen för en pyrofosfatjon.

Pyrofosfater eller difosfater är salter och estrar av pyrofosforsyra och är den enklaste formen av polyfosfat. Själva pyrofosfatjonen brukar betecknas PPi.
Pyrofosfat är en anhydrid till fosfat och löst i vatten sönderfaller den långsamt till fosfat.
{\displaystyle {\rm {P_{2}O_{7}^{4-}+H_{2}O\rightarrow 2\ HPO_{4}^{2-}}}}

## Framställning och användning
Pyrofosfater framställs genom upphettning av vanliga fosfater och ingår i bakpulver, Na2H2P2O7, och tvättmedel Na2P2O7.
Pyrofosfater spelar en stor roll inom biokemin, till exempel bildas pyrofosfat när adenosintrifosfat (ATP) ombildas till adenosinmonofosfat (AMP).